# Notação com circunflexo
Notação com circunflexo é uma representação para os caracteres de controle, não-imprimíveis, da codificação de caracteres ASCII. A representação consiste de um circunflexo (^) seguido de uma letra maiúscula; este dígrafo tem por padrão a correspondência entre a ordem dos códigos ASCII, para caracteres de controle, e a ordem das letras no alfabeto. Por exemplo, o caractere EOT, cujo valor decimal é 4, é representado por ^D, haja vista que D é a quarta letra do alfabeto. O caractere NUL, cujo valor é 0, é representado por ^@ (pois, na tabela ASCII, o caractere @ precede A). O caractere DEL, cujo código é 127, é usualmente representado por ^?, pois o caractere ASCII '?' vem antes de '@' e -1, escrito como uma cadeia de 8 bits e ignorando-se o bit mais a esquerda, coincide com 127.
Muitos sistemas computacionais permitem que o usuário entre com um caractere de controle mantendo pressionada a tecla Ctrl e, na sequência, pressionando a letra usada na notação com circunflexo. Isso é prático porque muitos caracteres de controle (e.g. EOT) não podem ser fornecidos diretamente por meio de um teclado. Ainda que haja muitas maneiras de representar caracteres de controle, essa correspondência entre notação e pressionamento de teclas torna a notação com circunflexo útil para muitas aplicações.
A notação com circunflexo é usada em muitos programas, particularmente na linha de comandos de sistemas Unix e em visualizadores de arquivos de texto tais como more e less.